# 古川春秋
古川 春秋（ふるかわ しゅんじゅう、1977年 - ）は、日本の小説家。熊本県山鹿市生まれ。龍谷大学文学部卒業。デビュー時はIT企業に勤務（2012年現在）。
2012年、初めて書いた小説『ホテルブラジル』で第3回野性時代フロンティア文学賞を受賞して小説家デビュー（芦沢央『罪の余白』と同時受賞）。選考委員の池上永一は「技術云々さえ言わなければめちゃくちゃ面白い」「古川さんが技術を身につければとんでもないモンスター作家になるだろう」と評した。
目標とする作家は村上春樹。感銘を受けた作品は京極夏彦『姑獲鳥の夏』。

## 作品リスト

### 単行本
- ホテルブラジル（2012年9月、角川書店 / 2014年5月、角川文庫）
- 家族ドミノ（2013年9月、角川書店）
- BORDER（2014年2月、角川文庫）原案・金城一紀[3]
- 殺人犯といっしょ Drive with JABBERWOCK（2015年3月、KADOKAWA）
- ジッシュー!!（2016年6月、光文社）
  - 【改題】二十八日のヘウレーカ! または教育実習生加賀谷貴志は如何にして心配するのを止めて教職を愛するようになったか（2018年6月、光文社文庫）
- エンドロール（2016年8月、星海社FICTIONS）
- 暗殺日和はタロットで Tarot for the Assassin（2019年3月、講談社）

### 雑誌掲載作品
- 「狙いうち」 - 『小説宝石』2017年10月号 掲載
- 「サウスポー」 - 『小説宝石』2018年12月号 掲載
- 「サンライズ」 - 『小説宝石』2019年9月号 掲載
- 「受難」 - 『小説宝石』2020年12月号 掲載